# Ballard Carnegie Library
Pour les articles homonymes, voir Bibliothèque Carnegie (homonymie).
 (avril 2017).
Si vous disposez d'ouvrages ou d'articles de référence ou si vous connaissez des sites web de qualité traitant du thème abordé ici, merci de compléter l'article en donnant les références utiles à sa vérifiabilité et en les liant à la section « Notes et références ».
Ballard Carnegie Library est une bibliothèque historique située dans le quartier de Ballard à Seattle aux États-Unis.